# Градоман
Градоман е квартал на град Банкя.
До 1971 година Градоман е самостоятелно село, когато е присъединено заедно със селата Вердикал и Михайлово като квартали на Банкя, обявена през 1969 година за град.
Квартал „Градоман“ се обслужва от линия 47, като автобусът свързва квартала с центъра на град Банкя, откъдето могат да бъдат взети автобус и за София, като линия 42.
Черквата в квартала „Свети Георги“ е осветена през 2001 година.
Празникът на „Градоман“ се отбелязва на празника Петдесетница.